# 聖卡洛斯 (尼加拉瓜)

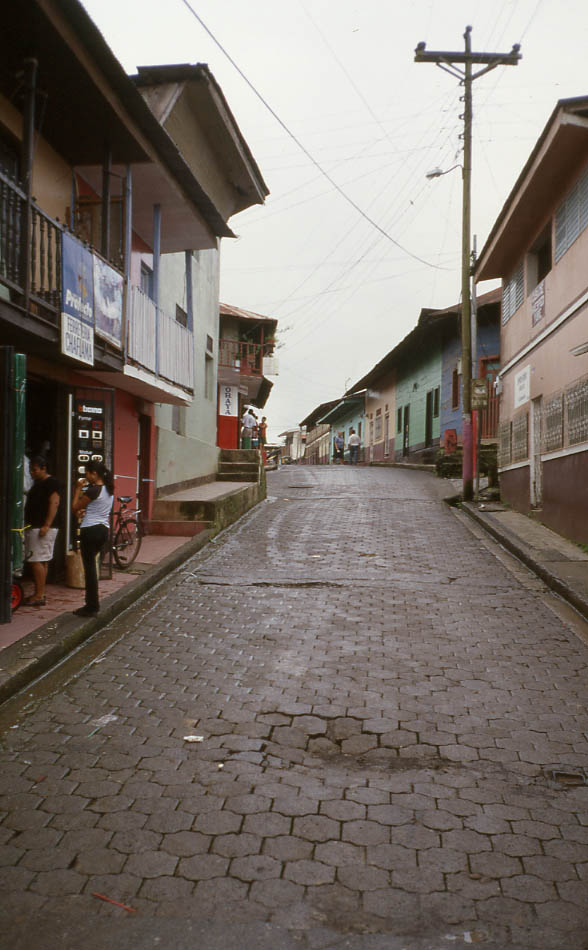
聖卡洛斯

聖卡洛斯（San Carlos）是尼加拉瓜的城市，也是聖胡安河省的首府，位於該國南部，距離首都馬拿瓜290公里，毗鄰與哥斯達尼加接壤的邊境，始建於1526年，海拔高度30米，2005年人口37,461。

## 外部連結
- Site of the Groningen - San Carlos foundation （页面存档备份，存于） (Dutch)

11°08′N 84°47′W / 11.133°N 84.783°W